# Meteor Records
Meteor Records was een Amerikaans platenlabel, waarop voornamelijk  rockabilly en blues uitkwam.
Het label werd in 1952 in Memphis opgericht door de gebroeders Bihari, die eigenaren waren van het in Los Angeles gevestigde Modern Records. Het label, dat geleid werd door Lester Bihari, wilde talent uit het zuiden van Amerika opnemen en uitbrengen. De eerste plaat die het uitbracht was van Elmore James ("I Believe"/"I Held My Baby Last Night"), met Rufus Thomas, Junior Thompson en Charlie Feathers de grootste naam die het in huis had. Enkele andere artiesten: Joe Hill Louis, Jimmy Wright, Al Smith, Malcolm Yelvington, Brad Suggs, Bill Bowen en Wayne McGinnis. In 1956 werd duidelijk dat het tienersegment rock-'n-roll wilde en geen trek had in zuidelijke blues en eind 1957 bracht het label de laatste plaat uit.